# Clazòmenes
Clazòmenes (grec antic: Κλαζομεναί, llatí: Clazomenae) era una ciutat de Jònia a l'Àsia Menor al sud de la badia d'Esmirna. Tenia a l'est territori d'Esmirna i a l'oest territori d'Èritres. Ocupava la banda nord d'un istme, i Teos era al costat sud. Aquest istme era el braç de terra que connectava Èritres amb el continent. La frontera entre Èritres i Clazòmenes era a la ciutat de Cítrion, que segons Estrabó havia estat el lloc original de la ciutat, que no era gaire llunyana, i les muntanyes de Tmolos, amb grans boscos. La ciutat tenia vuit illes al seu front que es conreaven, entre les quals Pele, Drimussa i Maratusa, segons Plini el Vell.
La ciutat va ser fundada pels jonis. Gent de Cleones i Fliünt, expulsada pels doris del Peloponès, es van establir al territori de Colofó i van fundar Escífia (Σκυφία) però després es van traslladar a Clazòmenes, que van fundar prop de la costa. Va ser atacada per Aliates II de Lídia (regnà entre 621-654 aC) però la ciutat va resistir, segons diu Heròdot. Va fer moltes colonitzacions destacant Abdera, Fanagòria i Tanais entre d'altres, i va comerciar intensament amb Egipte. En temps de Cresos de Lídia (meitat del segle vi aC) la ciutat tenia el seu tresor a Delfos. Heròdot va enumerar a la ciutat entre els estats grecs d'Àsia Menor sense incloure-la als estats insulars (que eren Quios i Samos) tot i que la ciutat havia estat traslladada a una illa a tocar de la costa durant la Revolta Jònica, però el seu territori era cap a l'interior.
Otanes de Pèrsia va ocupar la ciutat poc després de l'inici de la Revolta Jònica. Després de la guerra de Pèrsia amb Atenes, Clazòmenes va ser tributària d'Atenes, però el 412 aC després de la derrota atenenca a Sicília, es va revoltar juntament amb Quios i Èritres. En aquesta època es va fortificar Policne, a la costa, com a lloc de refugi, però els atenencs la van ocupar, van traslladar a la seva població a l'illa, i va restablir el govern favorable a Atenes enviant als caps rebels a Dafnos; aviat va arribar el navarc espartà Astíoc que va exigir la restitució dels desterrats de Dafnos, cosa a la qual els atenesos es van negar i Astíoc va atacar la ciutat, que no tenia muralles, però va poder ser rebutjat, segons Tucídides.
Després del tractat de pau d'Apamea entre la República Romana i Antíoc III l'any 188 aC, els romans van declarar a Clazòmenes «immune» (lliure de taxes i li van donar una de les petites illes de la rodalia, segons Titus Livi. Després de la derrota de Mitridates VI Eupator per Sul·la l'any 84 aC, els pirates cilicis van atacar i saquejar Clazòmenes com van fer a altres ciutats de la costa. Clazòmenes es va incloure a la província romana d'Àsia.
Hi van néixer Anaxàgores, i el dramaturg Eurípides.